# Candói
Candói är en kommun i Brasilien.   Den ligger i delstaten Paraná, i den södra delen av landet, 1 200 km söder om huvudstaden Brasília. Antalet invånare är 14 982.
Omgivningarna runt Candói är en mosaik av jordbruksmark och naturlig växtlighet. Runt Candói är det glesbefolkat, med 9 invånare per kvadratkilometer.